# Zeebrygge

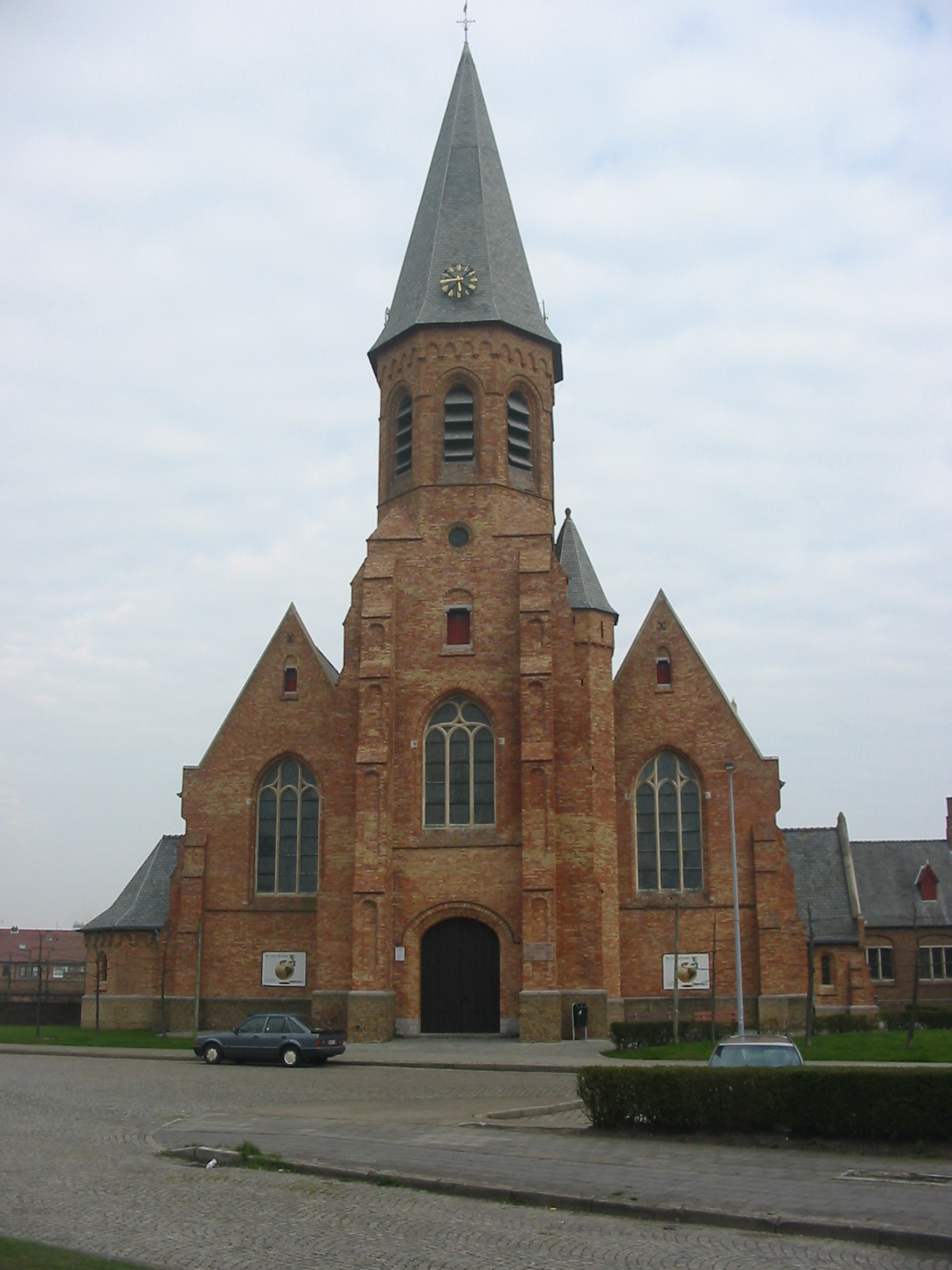
Zeebrygges kyrka

Zeebrygge (flamländska: Zeebrugge, franska: Zeebruges, tyska: Zeebrügge) är en hamnstad vid Belgiens kust, en del av Brygge, för vilken den är den moderna hamnen. Zeebrygge fungerar både som en internationell hamn och en semesterort med hotell, caféer och stränder.
Dess läge vid Nordsjön, som är det mest trafikerade havet i världen, dess centrala läge vid kusten, den korta resvägen till Storbritannien och dess närhet till tätbefolkade och industrialiserade städer gör Zeebrygge till en stor knutpunkt för trafik i alla riktningar. En expressled till Brygge förbinder Zeebrygge med de europeiska motorvägarna; man kan ta sig till Zeebrygge med tåg och med den belgiska kustspårvägen.
Marinan är också Belgiens viktigaste fiskehamn. Fiskmarknaden där är den största i hela Europa.
Frånsett funktionen som hamn för passagerartrafik till Storbritannien tjänar hamnen även som huvudhamn för Europas bilindustri och är viktig för importen, samt handel med energiprodukter, jordbruksprodukter och övriga handelsvaror. 
Hamnen var även mål för Zeebryggeräden den 23 april 1918, när den brittiska flottan försatte den tyska marinbasen ur bruk. Amiral Roger Keyes planerade och ledde anfallet mot de tyska batterierna. Han sänkte därefter sina fartyg i hamnen för att blockera hamninloppet de sista sju månaderna av det första världskriget.
Den kontinentala europeiska terminalen för Nordsjögaslinjen finns i Zeebrygge.